# Ричи (окръг, Западна Вирджиния)
Вижте пояснителната страница за други значения на Ричи.
Окръг Ричи (на английски: Ritchie County) е окръг в щата Западна Вирджиния, Съединени американски щати. Площта му е 1176 km², а населението – 10 236 души (2012). Административен център е град Харисвил.